# Preposito generale dei somaschi
Il Preposito generale dei Chierici regolari di Somasca è il moderatore supremo dell'ordine dei Chierici regolari di Somasca.
Il Preposito generale in carica dal 2019 è lo spagnolo José Antonio Nieto Sepúlveda.

## Cronotassi

### Compagnia dei Servi dei Poveri (1535-1569)
| Preposito generale               | Mandato | Mandato |
| Preposito generale               | Inizio  | Fine    |
| -------------------------------- | ------- | ------- |
| Girolamo Emiliani (1486-1537)    | 1535    | 1537    |
| Agostino Barili (?-?)            | 1537    | 1545    |
| Mario Lanzi (?-?)                | 1545    | 1550    |
| Leone Carpani (?-?)              | 1550    | 1553    |
| Vincenzo Gambarana (?-1561)      | 1553    | 1556    |
| Gaspare da Novara (?-1557)       | 1556    | 1557    |
| Vincenzo Gambarana (?-1561)      | 1557    | 1559    |
| Angelo Carnevali da Nocera (?-?) | 1560    | 1563    |
| Angelo Marco Gambarana (?-1573)  | 1563    | 1566    |
| Giovanni Scotti (?-?)            | 1566    | 1569    |

### Congregazione di Chierici regolari di San Maiolo o di Somasca (1569-)
| Preposito generale                                | Mandato | Mandato   |
| Preposito generale                                | Inizio  | Fine      |
| ------------------------------------------------- | ------- | --------- |
| Angelo Marco Gambarana (?-1573)                   | 1569    | 1571      |
| Francesco Faurio da Trento (?-?)                  | 1571    | 1574      |
| Giovanni Scotti (?-?)                             | 1574    | 1578      |
| Bernardino Castellani (?-?)                       | 1578    | 1581      |
| Giovanni Battista Gonella (?-?)                   | 1581    | 1584      |
| Giovanni Scotti (?-?)                             | 1584    | 1587      |
| Giovanni Battista Fabreschi (?-?)                 | 1587    | 1590      |
| Luigi Migliorini (?-?)                            | 1590    | 1593      |
| Evangelista Dorati (?-?)                          | 1593    | 1596      |
| Giovanni Battista Fornasari (?-?)                 | 1596    | 1599      |
| Giovanni Andrea Terzano (?-?)                     | 1599    | 1601      |
| Giovanni Battista Assereto (?-?)                  | 1601    | 1604      |
| Guglielmo Bramicelli (?-?)                        | 1604    | 1607      |
| Andrea Stella (?-?)                               | 1607    | 1610      |
| Agostino Frosconi (?-?)                           | 1610    | 1613      |
| Maurizio De Domis (?-?)                           | 1613    | 1616      |
| Alessandro Boccoli (?-?)                          | 1616    | 1619      |
| Agostino Tortora (?-?)                            | 1619    | 1622      |
| Maurizio De Domis (?-?)                           | 1622    | 1628      |
| Giovanni Pietro Porro (?-1630)                    | 1628    | 1630      |
| Maurizio De Domis (ad interim) (?-?)              | 1630    | 1632      |
| Desiderio Cornalba (?-?)                          | 1632    | 1638      |
| Paolo Carrara (?-?)                               | 1638    | 1641      |
| Giovanni Ambrogio Varese (?-1647)                 | 1641    | 1644      |
| Agostino Socio (?-?)                              | 1644    | 1647      |
| Giovanni Ambrogio Varese (?-1647)                 | 1647    | 1647      |
| Giovanni Battista Spinola (ad interim) (?-?)      | 1647    | 1648      |
| Giacomo Antonio Valtorta (?-?)                    | 1648    | 1650      |
| Paolo Carrara (?-?)                               | 1650    | 1653      |
| Girolamo Galliano (?-?)                           | 1653    | 1656      |
| Paolo Carrara (?-?)                               | 1656    | 1659      |
| Girolamo Galliano (?-?)                           | 1659    | 1662      |
| Girolamo Rossi (?-?)                              | 1662    | 1665      |
| Bonifacio Albani (?-?)                            | 1665    | 1668      |
| Girolamo Galliano (?-?)                           | 1668    | 1671      |
| Giovanni Carlo Pallavicini (?-?)                  | 1671    | 1674      |
| Stefano Cosmi (?-?)                               | 1674    | 1677      |
| Luigi De Lemene (?-?)                             | 1677    | 1680      |
| Genesio Malfanti (?-?)                            | 1680    | 1683      |
| Giovanni Battista Fassadoni (?-?)                 | 1683    | 1686      |
| Paolo Antonio Sormani (?-?)                       | 1686    | 1689      |
| Francesco Santini (?-?)                           | 1689    | 1692      |
| Giovanni Girolamo Zanchi (?-?)                    | 1692    | 1695      |
| Paolo Antonio Sormani (?-?)                       | 1695    | 1698      |
| Angelo Maria Spinola (?-?)                        | 1698    | 1701      |
| Giovanni Girolamo Zanchi (?-?)                    | 1701    | 1704      |
| Ottavio Girolamo Cusani (?-?)                     | 1704    | 1707      |
| Angelo Maria Spinola (?-?)                        | 1707    | 1710      |
| Giacomo Vecellio (?-?)                            | 1710    | 1714      |
| Carlo Maria Lodi (?-?)                            | 1714    | 1717      |
| Giovanni Battista Lodovasio (?-?)                 | 1717    | 1720      |
| Giacomo Vecellio (?-?)                            | 1720    | 1723      |
| Carlo Maria Lodi (?-?)                            | 1723    | 1726      |
| Crisostomo Bertazzoli (?-?)                       | 1726    | 1729      |
| Giacomo Antonio Rossi (?-?)                       | 1729    | 1732      |
| Carlo Maria Lodi (?-?)                            | 1732    | 1735      |
| Crisostomo Bertazzoli (?-?)                       | 1735    | 1738      |
| Pietro Paolo Gottardi (?-?)                       | 1738    | 1741      |
| Giovanni Battista Riva (?-?)                      | 1741    | 1745      |
| Crisostomo Bertazzoli (?-?)                       | 1745    | 1748      |
| Giovanni Francesco Baldini (?-?)                  | 1748    | 1751      |
| Ottavio Francesco Viscontini (?-?)                | 1751    | 1754      |
| Pietro Antonio Ricci (?-?)                        | 1754    | 1757      |
| Francesco Vecellio (?-?)                          | 1757    | 1760      |
| Francesco Maria Manara (?-?)                      | 1760    | 1763      |
| Pietro Antonio Ricci (?-?)                        | 1763    | 1766      |
| Antonio Panizza (?-?)                             | 1766    | 1769      |
| Francesco Maria Manara (?-?)                      | 1769    | 1772      |
| Pietro Antonio Ricci (?-?)                        | 1772    | 1775      |
| Giovanni Pietro Roviglio (?-?)                    | 1775    | 1778      |
| Camillo Bovoni (?-?)                              | 1778    | 1781      |
| Giuseppe Maria De Lugo (?-?)                      | 1781    | 1784      |
| Giovanni Francesco Nicolai (?-?)                  | 1784    | 1787      |
| Tommaso Sorrentini (?-?)                          | 1787    | 1790      |
| Vincenzo Evasio Natta (?-?)                       | 1790    | 1793      |
| Antonio Pallavicini (?-1795)                      | 1793    | 1795      |
| Vincenzo Evasio Natta (ad interim) (?-?)          | 1795    | 1802      |
| Antonio Civalieri (ad interim) (?-1803)           | 1802    | 1803      |
| Girolamo Pongelli (?-?)                           | 1803    | 1807      |
| Filippo Rossi (?-?)                               | 1807    | 1814      |
| Ottavio Maria Paltrinieri (ad interim) (?-?)      | 1814    | 1826      |
| Emilio Costanzo Baudi Di Selve (ad interim) (?-?) | 1826    | 1829      |
| Clemente Brignardelli (?-?)                       | 1829    | 1832      |
| Marco Morelli (?-?)                               | 1832    | 1835      |
| Emilio Costanzo Baudi Di Selve (?-?)              | 1835    | 1838      |
| Giuseppe Antonio Ferreri (?-?)                    | 1838    | 1841      |
| Decio Giovanni Libois (?-?)                       | 1841    | 1844      |
| Marco Giovanni Ponta (?-?)                        | 1844    | 1847      |
| Mariano Palmieri (?-?)                            | 1847    | 1850      |
| Giuseppe Antonio Ferreri (?-?)                    | 1850    | 1853      |
| Giuseppe Besio (?-?)                              | 1853    | 1856      |
| Decio Giovanni Libois (?-?)                       | 1856    | 1859      |
| Bernardino Secondo Sandrini (?-?)                 | 1859    | 1863      |
| Giuseppe Besio (?-?)                              | 1863    | 1866      |
| Bernardino Secondo Sandrini (?-?)                 | 1866    | 1880      |
| Nicolò Biaggi (?-?)                               | 1880    | 1889      |
| Carlo Moizo (?-?)                                 | 1889    | 1896      |
| Lorenzo Cossa (?-?)                               | 1896    | 1905      |
| Pietro Pacifici (?-?)                             | 1905    | 1911      |
| Carlo Moizo (?-?)                                 | 1911    | 1914      |
| Giovanni Muzzitelli (?-?)                         | 1914    | 1923      |
| Angelo Maria Stoppiglia (?-?)                     | 1923    | 1926      |
| Luigi Zambarelli (1877-1946)                      | 1926    | 1932      |
| Giovanni Ceriani (?-1943)                         | 1932    | 1943      |
| Giuseppe Brusa (?-?)                              | 1943    | 1948      |
| Cesare Tagliaferro (?-?)                          | 1948    | 1954      |
| Rocco De Saba (?-?)                               | 1954    | 1963      |
| Giuseppe Boeris (?-?)                             | 1963    | 1969      |
| Giuseppe Fava (?-?)                               | 1969    | 1981      |
| Pierino Moreno (?-?)                              | 1981    | 1993      |
| Bruno Luppi (?-?)                                 | 1993    | 2005      |
| Roberto Bolis (?-?)                               | 2005    | 2007      |
| Franco Moscone (1957)                             | 2008    | 2019      |
| José Antonio Nieto Sepúlveda (1961)               | 2019    | in carica |